# Île de Bermeja
L'île de Bermeja est une île fantôme du golfe du Mexique, dont l'inexistence a été confirmée en 1997. Diverses cartes et documents historiques la situaient à plus de 100 kilomètres au nord de l'État de Yucatan, sous dépendance mexicaine. Elle a été un moment donnée pour disparue, situation qui affecte la souveraineté du Mexique en faveur des États-Unis, dans une région stratégique du Golfe du même nom, dans laquelle on présume l'existence de réserves pétrolières. 

## Histoire
Bermeja est apparue pour la première fois sur les cartes comme un simple point dans la mer. Son existence fut attestée dès 1864 sur la Carta Etnográfica de México (carte ethnographique du Mexique), ainsi que par l'ouvrage Islas mexicanas, publié par le secrétariat à l'Éducation publique, qui la situait (p. 110) à 22° 33′ N, 91° 22′ O
Plusieurs agences fédérales des États-Unis, dont la CIA, ont rapporté son existence en se basant sur les ouvrages mexicains. 
Sa présence géographique s'est maintenue jusqu'en 1946 dans un ouvrage édité par le gouvernement mexicain. Mais, à la fin des années 1990, aux environs de ce récif corallien, les compagnies pétrolières découvrent un gisement pétrolier qui serait l'un des plus importants au monde. Et alors que le Mexique négociait avec les États-Unis un accord pour délimiter la frontière maritime entre les deux pays, Bermeja cessa d'être visible.
En 1997, le ministère mexicain de la Marine dépêcha un navire océanographique pour vérifier l'existence de cette île, mais Nestor Yee Amador, le capitaine du navire chargé de la recherche rapporta qu'il n'avait rien trouvé.
L'inspection, réalisée le 5 septembre à 7 h, aux coordonnées indiquées plus haut par balayage hydroacoustique dans un cadre de recherche d'une superficie de 322,5 milles nautiques carrés donna des résultats négatifs.
Le 9 juin 2000, l'accord Clinton-Zedillo ne la mentionne pas ; ce qui donne aux États-Unis 40 % de la zone pétrolière découverte précédemment dans cette zone.
En 2008, des sénateurs du Parti d'action nationale ont demandé au gouvernement des « explications » sur la disparition de l'île. Selon l'un d'eux, Alberto Coppola, cette disparition aurait été provoquée (l'île aurait tout simplement été dynamitée par les Américains), et Bermeja serait toujours présente à quarante ou cinquante mètres sous la surface de la mer. Trois expéditions conduites en 2009, dont l'une pour le Parlement mexicain, ont conclu qu'il n'y avait jamais eu d'île à cet emplacement, ni dans les parages : le fond de la mer se trouve à près de 1 500 m sous la surface et il est plat.
L'existence de l'île Bermeja est donc issue d'une probable erreur de cartographie, fréquente dans l'histoire des explorations, certaines îles étant disparues ou découvertes plusieurs fois dans l'Histoire, avant vérifications sérieuses et définitives.

## Importance stratégique
L'existence de l'île de Bermeja attribuait au Mexique un plus grand espace maritime, étendu sur environ cent milles vers le nord, que celui qui résulta du traité Clinton-Zedillo, par lequel le Mexique et les États-Unis définirent la frontière maritime dans le golfe du Mexique lors d'une cérémonie célébrée à Washington le 9 juin 2000.